# فریکوئنتیس
فریکوئنتیس (انگلیسی: Frequentis) شرکت مخابرات اتریشی است، که در سال ۱۹۴۷ تأسیس شد.